# Ferrer Ferran
Fernando Ferrer Martínez (* 1966 in Valencia) bekannt unter seinem Künstlernamen Ferrer Ferran ist ein spanischer Pianist, Komponist und Dirigent. Bereits im Alter von 15 Jahren hatte er seine Studien im Fach Klavier und Schlagzeug absolviert. Im Jahr 2021 wurde er, in Anerkennung seines bisherigen Schaffens und Wirkens in der Welt der Komposition und des Dirigierens auf nationaler und internationaler Ebene mit dem Premio EUTERPE Extraordinario der Federación de Sociedades Musicales de la Comunidad Valenciana (FSMCV) ausgezeichnet. Im Frühjahr 2022 wurde Ferrer Ferran mit dem Ehrenpreis Torre Almenara de Oro ausgezeichnet.

## Leben
Fernando Ferrer Martínez schloss sein Studium am Conservatorio Superior von Valencia (entspricht einer Musikhochschule in Deutschland) mit Auszeichnung in den Fächern Komposition, Klavier, Kammermusik, Percussion und Orchesterleitung ab. Er bildete sich anschließend in Ungarn an der Universität Esztergom in den Bereichen Orchesterleitung, Chor und Pädagogik weiter. Er ist aktuell Dozent am Konservatorium von Valencia. Daneben ist er Dozent bei Masterclasses und Juror bei Blasorchesterwettbewerben sowie Kompositionswettbewerben. Er komponierte bereits mehr als 100 Werke für sinfonisches Blasorchester. Er dirigierte sinfonische Blasorchester und Sinfonieorchester wie zum Beispiel la Banda Primitiva de Paiporta oder das sinfonische Blasorchester “Simón Bolívar” in Venezuela. Aktuell ist er musikalischer Leiter des sinfonischen Blasorchesters vom Ateneo Musical de Cullera.

## Blasorchesterleitungen
- Unión Musical Santa Cecilia de Moncofa (1984–1986)
- Brass Band de la Agrupación Musical de Tavernes Blanques (1985–1987)
- Unión Musical de Villar del Arzobispo (1988)
- Orquesta del Conservatorio Superior de Música de Valencia (1989–1990)
- Centro Instructivo Musical de Mislata (1990–1995)
- Asociación Cultural Fray J. Rodríguez-Pintor Cortina de Valencia (1994–1998)
- Asociación Cultural "Allegro" de Valencia (1995–2001)
- Banda Primitiva de Paiporta (1996–2016)
- Banda del Conservatorio Profesional de Música de Valencia (1999–2002)
- Juventud Musical de Quart de les Valls (2000–2005)
- Banda de la Federación de Sociedades Musicales de la Comunidad Valenciana (2001)
- Orquesta de Vientos Allegro (2002–)
- Banda Sinfònica Provincial de Ciudad Real (2006–)
- Banda Federal Catalana (2006)
- Banda Sinfónica de la Sociedad Ateneo Musical de Cullera (2016–)

## Kompositionen (Auswahl)

### Für Sinfonieorchester
- Saxiland (2000). Für Saxophonquartett und Sinfonieorchester
- El bosque mágico (2002). Für Oboe und Sinfonieorchester
- Luces y sombras (2003). Sinfonische Dichtung
- Rivera (2008). Divertimento für Sinfonieorchester
- Alba Sapientia (2008)[7]

### Für (sinfonische) Blasorchester
Eröffnungswerke
- Comic Oberture (2000)
- Tio Alberola (2005)
- Südwind Overture (2006)
- IVAM (2007)
- Mont Serrat (2008)
- Fuegos Del Alma (2014)[8]
- Music For A Celebration (2018)[9]
- Cinephonics Overture (2018)[10]
- 24 Horas Deportivas (2019)[11]

Pasodobles
- Ole Toronto (1995)
- Al Centenario (1997)
- Música I Poble (2000)
- Consuelo Ciscar (2002)
- La Amistad (2004)
- Federband (2006)
- Consulado de Mar (2006)
- Taoro (2015)
- Lorena Tomás (2016)
- Actualidad Fallera (2016)[12]
- Patricia Sanz (2022)[13]
- El Pilar Andalucía de Estepona (2022)
- Xiquipirris, für Jugendorchester (2022)[14]

Werke für Solisten
- Aljama (1999) für Dulzaina
- Bassi la Marioneta (1999) für Tuba oder Euphonium
- El bosque mágico (2002) für Oboe
- Euterpe (2003) für Querflöte
- Gjallarhorn (2004) für Horn
- El Quijote mit Erzähler (2004)
- Jovintud (2005) für Tenorsaxophon
- Redsaxman (2006) für Altsaxophon
- La Voz de la Trompeta (2007) für Trompete
- Cool Brass Five (2008) für Metallquintett
- Davide e Golia (2015) für große Trommeln
- Tbon And Jacques, Konzert für Posaune und Blasorchester (2016)
- Santa Claus, Fantasie für Erzähler und Blasorchester (2019)
- Sueños de Luz, für Violine und Blasorchester (2020)

Sinfonien
- Tormenta del Desierto, Sinfonie n.º 1 (2000)
- La Pasión de Cristo, Sinfonie n.º 2 (2001)
- The Great Spirit, Sinfonie n.º 3 El Gaudir del Geni  (2005)
- El Coloso, Sinfonie nº 4 The Colossus (2011)

Sinfoniettas
- Echo de la montagne, Sinfonietta n.º 1 (2003)
- El Misterio del Fuego, Sinfonietta nº 3 (2007)
- El Jardín de las Delicias, Sinfonietta N. 4 (The Garden of Earthly Delights) (2019)

Konzertante Werke
- Canto a UNICEF (1996)
- The Submerged City (1997)
- Côte de Oro, Deskriptive Suite für Blasorchester (1998)
- Mar y Belio, Spanische Fantasie (1999)
- La Sombra del Cruzado, Sinfonische Dichtung (1999)
- Ceremonial, Sinfonische Suite (2001)
- Magallanes, Sinfonische Dichtung (2002)
- Míticaventura, Sinfonische Suite (2002)
- En un lugar de la Mancha, 4-sätzige sinfonische Episode (2003)
- Toyland Suite, 4-sätzige Suite für Blasorchester (2004)
- Juana de Arco (2005)
- Jungla, Dichtung in der Atmosphäre des afrikanischen Dschungels (2006)
- Salomón, Afrikanische sinfonische Legende (2007)
- Concierto para orquesta de vientos y percusión, Konzert für sinfonisches Blasorchester (2007)
- Pinocchio, Sinfonische Suite (2008)
- Abraham, Biblische sinfonische Dichtung (2009)
- Abu Simbel, Sinfonische Episode (2009)
- A Fairy Talo, Fantasía Mágica (2009)
- El Bolero de Carmelo, Bolero (2009)
- O Camiño das Animas en Pena, Gruselige Sinfonische Dichtung (2010)
- Acqua Alpina, Sinfonische Suite (2010)
- Misa Sinfónica, Messe für Chor und sinfonisches Blasorchester (2010)
- Las Aventuras del Principito, Beschreibende sinfonische Dichtung (2012)
- El Sol Redondo, für Blasorchester und Kinderchor (2012)
- Concierto nº 3, Konzert für Blasorchester (2013)
- L´Insurrection, Sinfonische Dichtung (2014)
- Destellos de Alba, Sinfonischer Walzer für Blasorchester (2014)
- Burbujas del Sentido, Sinfonische Impression [ Bubbles of Sin ] (2015)
- Fuegos del Alma, Sinfonische Ouvertüre (2016)
- Peter Pan, sinfonisches Suite für Blasorchester (2016)
- Sonatur, ein Abenteuer für Jugendblasorchester (2016)
- Miliarium, Cuadro Sinfónico (2016)
- The Neverending Dream (2017)
- El Brindis (Cheers!) (2018)
- Dragut El Pirata (2018)
- Al-Kasar', Impresión Sinfónica (2019)
- Safari, Kindermusical (2019)[15]
- El Brillo del Fénix, Canto Sinfónico a la Esperanza, für Chor und sinfonisches Blasorchester (2020)[16]
- El Ángel de la Muerte de Bremen (Bremen’s Angel of Death), Sinfonische Dichtung (2022)[2]

### Für Musikensembles
- Divertimento (1995) für 15 Blasinstrumente und Schlagzeug
- Vales infantil (1995) für Klarinettenquartett
- Chernovil (2001) für Blechbläserquintett (Brass Quintett)
- Ter y Anta (2004) für ein Blechblasensemble
- Durcalí (2008) für ein Blechbläserquintett
- Cinco a brass sos (2008) für ein Blechbläserquintett
- Cool Brass five (2008) Konzert für Blechbläserquintett und sinfonisches Blasorchester[17]

## CDs (Auswahl)
Hier eine Auswahl seiner bisherigen veröffentlichten CDs, die ausschließlich die Musik von Ferrer Ferran enthalten:
- Tbon and Jacques mit Soloposaunist Jaques Mauger
- Arafo Ensueño de un Paraiso (2018)
- Il Gatto con gli Stivali (2017)
- Peter Pan (2016)
- Red Dragon mit Banda Sinfónica del Conservatorio Superior de Música von Aragón
- Sinfonias mit der Banda de la Federación de Sociedades Musicales de la Comunidad Valenciana
- El ingenioso Hidalgo mit dem Centro Instructivo Musical La Armònica de Buñuelo und der Banda Sinfónica Provincial de Ciudad Real
- La Torre de Hércules mit der Banda Municipal coruñesa
- Miticaventura mit verschiedenen Blasorchestern
- Orígenes mit der Banda Sinfónica del Conservatorio Superior de Música de Castelló
- La Pasión de Cristo mit der Sociedad Musical La Artística de Buñol
- Tormenta del Desierto mit verschiedenen Blasorchestern

Seine Musik ist auf allen digitalen Plattformen verfügbar. Hier Alben und Singles, die dort veröffentlicht sind, mit ihrem Erscheinungsjahr:

### Alben
- En un lugar de la Mancha (2022)
- Concertino 1 & 3, Concert for Wind Symphony Orchestra (2022)
- Peter Pan mit dem Ateneo Musical de Cullera (2021)
- Safari mit der Banda del Conservatorio Calasancio de Castellón (2021)
- Las Aventuras del Principito mit der Banda Primitiva de Paiporta (2020)
- Cool Brass Five (2020)

### Singles
- Piano for Children, Easy Piano Pieces mit Ferrer Ferran (2022)
- El Jardín de las Delicias, Sinfonietta N. 4 (The Garden of Earthly Delights) mit dem Orquesta de Vientos Musée d’Art Harmonie de Japón (2022)
- Atenea mit der Banda Sinfónica Ateneo Musical de Cullera (2022)
- Patricia Sanz (2022)
- La Festa de les Falles (2022)
- Poseidon In Troy mit Valencia Prowinds (2022)
- Santa Claus mit der Banda Sinfónica Ateneo Musical de Cullera (2022)